# Silvio Cator
Silvio P. Cator (ook gespeld als Sylvio; Cavaillon, 9 oktober 1900 – Port-au-Prince, 21 juli 1952) was een Haïtiaans atleet die vooral succesvol was bij het verspringen. Hij had drie jaar lang het wereldrecord in handen en won een zilveren medaille bij de Olympische Spelen van 1928 op deze discipline. Later is hij nog burgemeester van de stad Port-au-Prince geweest.

## Biografie
Silvio Cator begon zijn sportcarrière als voetballer. Hij speelde bij Trivoli Athletic Club en Racing Club Haïtien.
Als atleet nam hij driemaal deel aan de Olympische Spelen:
- 1924: 15e bij het hoogspringen (1,75 m) en 12e bij het verspringen (6,81 m);
- 1928:  bij het verspringen (7,58 m);
- 1932: 9e bij het verspringen (5,93 m).

In 1928 kwam hij 16 cm tekort op Ed Hamm die goud won. Een maand later, op 9 september 1928 verbrak Cator het wereldrecord dat sinds twee maanden op naam stond van Hamm. Dit deed hij met een sprong van 7,93 meter in het Stade Olympique Yves-du-Manoir bij Parijs. Hiermee was hij de eerste man die de grens van 26 voet doorbrak.
Zijn zilveren medaille is tot nu toe het beste resultaat van Haïti op de Olympische Spelen. Ook is zijn wereldrecordsprong nog steeds het nationale record van Haïti. Het is daarmee het langstdurende nationale record in de atletiek.
Er zijn aanwijzingen dat hij in 1929 8,04 meter gesprongen zou hebben. In dat geval zou hij de eerste man zijn geweest die verder sprong dan 8 meter. De informatie hierover is echter schaars.
In zijn thuisland heeft hij zich voor de sport ingezet. Hij heeft de sportvereniging Les Sports Generaux opgericht. Ook werd hij in 1932 vicevoorzitter van de Union Des Societes Sportive Haitienne (USSH).
In 1946 werd Cator gekozen tot burgemeester van Port-au-Prince.
Het Sylvio Catorstadion in Port-au-Prince is naar hem genoemd. Het kwam in 1953 gereed, een jaar na Cators dood. Op 16 augustus 1958 gaf Haïti een serie postzegels uit ter ere van zijn zilveren medaille en wereldrecord 30 jaar eerder.
- Bibliothèque nationale de France: cb17080483d (data)
- International Standard Name Identifier: 0000 0004 5975 4886
- Virtual International Authority File: 4663147872007175170002